# بخش دنری
بخش دنری (به لاتین: Dennery Quarter) یک منطقهٔ مسکونی در سنت لوسیا است.